# Sue Crimmins
Sue Crimmins – australijska judoczka.
Brązowa medalistka mistrzostw Oceanii w 1979. Wicemistrzyni Australii w 1981 roku.